# Jüdischer Friedhof (Sien)

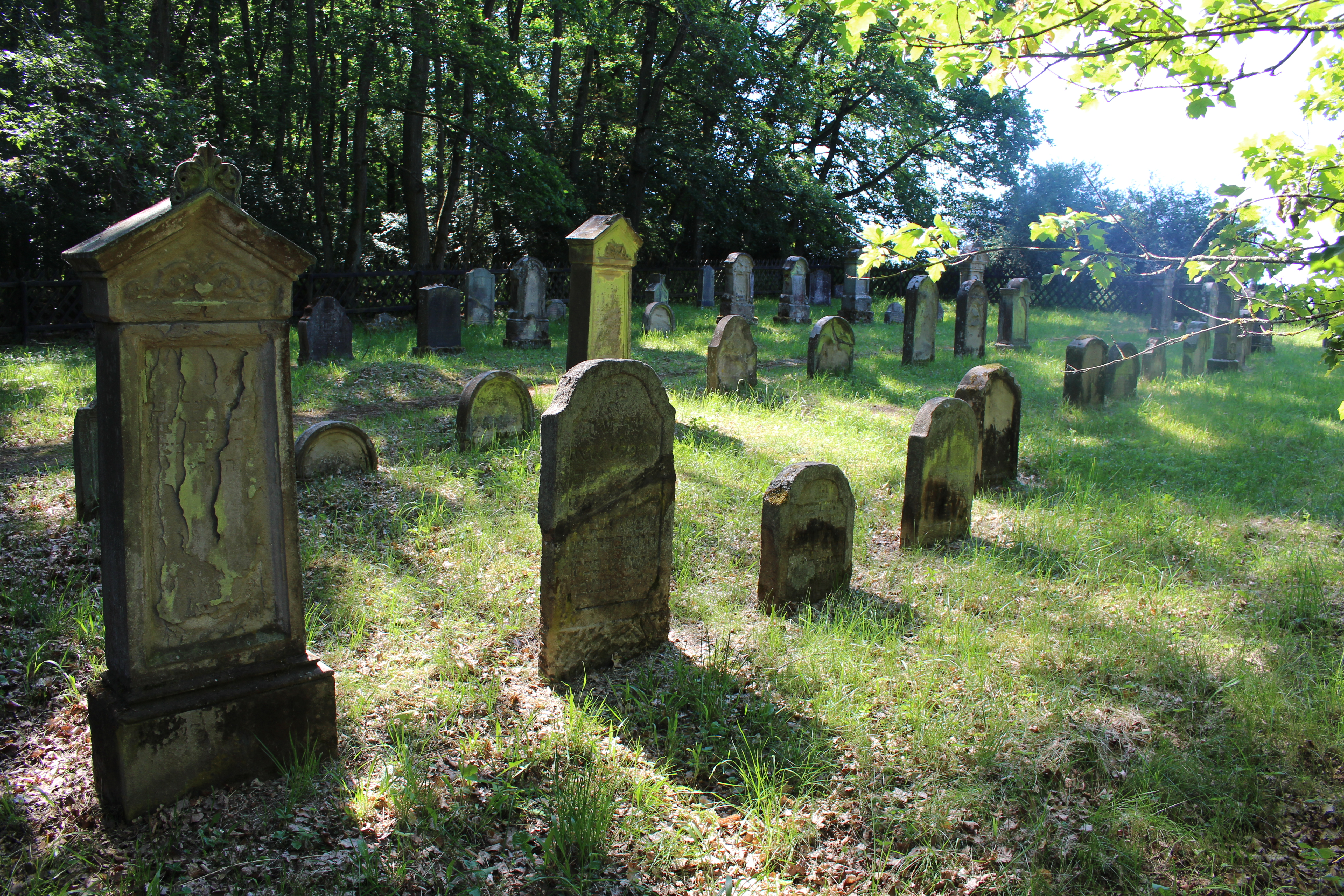
Jüdischer Friedhof in Sien

Der Jüdische Friedhof Sien befindet sich südöstlich, ein ganzes Stück außerhalb der Gemeinde Sien, beim sogenannten Oberen Jungewald. Er wurde vermutlich im 18. Jahrhundert angelegt.

## Geschichte
Der Friedhof wird erstmals urkundlich 1841 erwähnt. Angelegt wurde er aber schon früher, da der älteste Grabstein auf das Ende des 18. Jahrhunderts datiert ist. Er diente den Mitgliedern der jüdischen Gemeinde Sien als Begräbnisplatz. Der Friedhof umfasst ein Areal von ca. 6 Ar und ist ein denkmalgeschütztes Kulturdenkmal. Erhalten sind insgesamt 48 Grabsteine. Die Grabsteine befinden sich noch unverändert an ihrer ursprünglichen Position.